# Associazione dei paesi produttori di caffè
L'Associazione dei Paesi Produttori di Caffè (APPC) fu fondata il 24 settembre 1993 a Brasilia, con un accordo sottoscritto da 28 paesi fra i maggiori produttori di caffè del mondo. I paesi fondatori, che complessivamente coprono l'85% della produzione mondiale, erano: Angola, Bolivia, Brasile, Burundi, Camerun, Colombia, Costa Rica, Costa d'Avorio, El Salvador, Ecuador, Etiopia, Gabon, Ghana, Guatemala, Honduras, Indonesia, Kenya, Madagascar, Nicaragua, Nigeria, Repubblica Centrafricana, Repubblica del Congo, Repubblica Democratica del Congo, Ruanda, Tanzania, Togo, Uganda, Venezuela. L'associazione, il cui modello era l'OPEC, fu creata in risposta al basso livello raggiunto dal prezzo del caffè sul mercato mondiale e al conseguente collasso dell'Accordo Internazionale sul Caffè del 1976.
Attualmente comprende 19 membri. Il Messico e il Vietnam, due tra i maggiori produttori, non ne fanno parte. L'Ecuador ha abbandonato l'associazione il 19 settembre 1998 ritenendola contraria ai propri interessi. All'inizio del 2000 l'APPC ha iniziato un programma di ritenzione del 20% delle scorte che però sembra essere fallito in quanto non rispettato da molti dei paesi membri; questo e il mancato pagamento delle rispettive quote da parte di molti dei paesi africani, come conseguenza della crisi dovuta all'abbassamento del prezzo mondiale del caffè, ha portato alla sospensione delle attività dell'APPC a partire dal gennaio 2002.